# Победа (мемориальный парк)
Мемориальный парк «Победа» расположен на высоком берегу Волги в г. Чебоксары на ул. Зои Яковлевой. Площадь — 30 га.
На территории парка находятся:
- Монумент Воинской Славы с Вечным огнём,
- Аллея памяти,
- памятники воинам-интернационалистам,
- солдатам, погибшим в Чечне,
- ликвидаторам аварии на Чернобыльской АЭС,
- Часовня памяти Святого Иоанна,
- Музей боевой техники,
- Каскадный фонтан,
- Аллея Героев,
- бюст Маргелову В. Ф.,
- Храм-часовня Святого Иоанна Воина.

## История
Мемориальный парк «Победа» реорганизован по распоряжению главы администрации г. Чебоксары от 25 марта 2003 года "О реорганизации МУК «Мемориальный парк „Победа“ и МУК Дворец культуры им. П. П. Хузангая путём слияния».